# 伊藤公二
伊藤 公二（いとう こうじ、1959年（昭和34年）12月13日 - ）は、日本の実業家。住友不動産販売代表取締役社長や、不動産流通経営協会理事長を務めた。

## 人物・経歴
三重県出身。1984年東京工業大学（現東京科学大学）大学院修了、住友不動産入社。ビル管理本部城西営業部長、執行役員都市開発事業本部開発企画部長、常務執行役員建設技術本部長、常務執行役員カスタマー本部長、常務執行役員事業開発本部長を経て、2013年取締役住宅分譲事業本部長に昇格。2014年取締役総務部長。2015年住友不動産販売取締役。
2016年からは住友不動産取締役住宅再生事業本部長を務め、横浜市西区のマンションの鉄筋が切断されていた問題では、住民説明会で全棟の建替を提案するなどして対応にあたった。
同年取締役管理本部人材開発部長。2017年取締役管理本部総務部長。2019年住友不動産販売代表取締役社長、不動産流通経営協会副理事長。2021年不動産流通経営協会理事長。2022年住友不動産建物サービス取締役会長、不動産流通経営協会顧問。